# Persoonia silvatica
Persoonia silvatica är en tvåhjärtbladig växtart som beskrevs av Lawrence Alexander Sidney Johnson. Persoonia silvatica ingår i släktet Persoonia och familjen Proteaceae. Inga underarter finns listade i Catalogue of Life.